# RWDD1
RWDD1 (англ. RWD domain containing 1) – білок, який кодується однойменним геном, розташованим у людей на 6-й хромосомі. Довжина поліпептидного ланцюга білка становить 243 амінокислот, а молекулярна маса — 27 940.
| 10         |  | 20         |  | 30         |  | 40         |  | 50         |
| ---------- |  | ---------- |  | ---------- |  | ---------- |  | ---------- |
| MTDYGEEQRN |  | ELEALESIYP |  | DSFTVLSENP |  | PSFTITVTSE |  | AGENDETVQT |
| TLKFTYSEKY |  | PDEAPLYEIF |  | SQENLEDNDV |  | SDILKLLALQ |  | AEENLGMVMI |
| FTLVTAVQEK |  | LNEIVDQIKT |  | RREEEKKQKE |  | KEAEEAEKQL |  | FHGTPVTIEN |
| FLNWKAKFDA |  | ELLEIKKKRM |  | KEEEQAGKNK |  | LSGKQLFETD |  | HNLDTSDIQF |
| LEDAGNNVEV |  | DESLFQEMDD |  | LELEDDEDDP |  | DYNPADPESD |  | SAD        |

A: Аланін

D: Аспарагінова кислота

E: Глутамінова кислота

F: Фенілаланін

G: Гліцин

H: Гістидин

I: Ізолейцин

K: Лізин

L: Лейцин

M: Метіонін

N: Аспарагін

P: Пролін

Q: Глутамін

R: Аргінін

S: Серин

T: Треонін

V: Валін

W: Триптофан

Кодований геном білок за функцією належить до фосфопротеїнів. 
Задіяний у таких біологічних процесах, як ацетилювання, альтернативний сплайсинг. 